# Ferrocarril de Wilts, Somerset y Weymouth
El Ferrocarril de Wilts, Somerset y Weymouth (nombre original en inglés: Wilts, Somerset and Weymouth Railway, abreviado como WS&WR) fue una de las primeras compañías ferroviarias del suroeste de Inglaterra. Obtuvo poderes parlamentarios en 1845 para construir un ferrocarril desde cerca de Chippenham en Wiltshire, con rumbo sur hasta alcanzar Salisbury y Weymouth en Dorset. Abrió la primera parte de la red, pero le resultó imposible recaudar más dinero y vendió su línea al Great Western Railway (GWR) en 1850.
El GWR se hizo cargo de la obra y se comprometió a construir una línea de conexión adyacente, de manera que la red se completó en 1857. En los primeros años del siglo XX, el GWR pretendía acortar su ruta desde Londres hacia el oeste de Inglaterra y construyó una serie de líneas de "enlace" en sucesión para unir parte de la red del WS&WR, de modo que hacia 1906 los trenes expresos comenzaron a circular por la sección de Westbury a Castle Cary. En 1933 se realizaron más mejoras y este tramo pasó a formar parte de la "línea de vacaciones" a Devon y Cornualles.
La red ya era una ruta troncal importante para transportar el carbón desde las cuencas del sur de Gales hacia el sur de Inglaterra, y para los productos agrícolas procedentes de las islas del Canal importados a través del puerto de Weymouth, además de proporcionar una ruta combinada de ferrocarril y barco con enlaces desde Bristol a Southampton y a Portsmouth.
Gran parte de su red original se ha mantenido con posterioridad en funcionamiento, excepto los ramales de Devizes y Radstock.

## Orígenes
El Great Western Railway (GWR) había abierto su línea principal desde Londres a Bristol en 1841, mientras que el Ferrocarril de Londres y Southampton estaba en servicio desde 1840; y su sucesor, el Ferrocarril de Londres y del Suroeste (LSWR), se extendía hacia el oeste. La ventaja para las comunidades conectadas a los nuevos ferrocarriles se hizo evidente de inmediato, y por el contrario, los lugares alejados de estas líneas acusaron fuertemente la desventaja en la que se encontraban.
Las áreas del suroeste de Wiltshire eran prósperas gracias a la cría de ovejas y la fabricación de tejidos de lana, y pronto se dieron cuenta de que también necesitaban un ferrocarril. El LSWR propuso una línea de Basingstoke a Swindon, y en ese momento había una intensa rivalidad con el GWR por el control del territorio: el ferrocarril que fuera el primero en tener una línea en un área dispondría de una enorme ventaja competitiva y podría a menudo usar esa línea como base para extenderla más. El GWR estaba construyendo sus líneas en el gran ancho de vía (7 pies 1/4 plg (2140 mm)) y el LSWR en lo que ahora es el ancho internacional (de 4 pies 8,5 plg (1435 mm), denominado por entonces como "vía estrecha"), y estaban ansiosos por asegurarse que cualquier nuevo ferrocarril independiente emplease el ancho de cada compañía. Esta rivalidad pasó a ser conocida como la "guerra de anchos".
La línea del LSWR propuesta a Swindon, el corazón del territorio del GWR, se encontró con una fuerte oposición, y el GWR promovió dos líneas nominalmente independientes, el Ferrocarril de Berks y Hants; y el Ferrocarril de Wilts, Somerset y Weymouth. El 9 de julio de 1844, en la primera reunión de la naciente empresa promovida por el GWR, el secretario de la empresa matrriz, Charles Alexander Saunders, sugirió que la suma necesaria de 650.000 libras esterlinas podría ser garantizada por el propio GWR, que sería el arrendatario de la línea, y que suscribiría directamente la mitad del capital.

### Maniobras del GWR
El Ferrocarril de Brístol y Exeter (B&ER), una línea de vía de gran ancho compatible con el GWR, proponía una ruta a Weymouth desde su propia línea principal en Durston, al oeste de Bridgwater, y los promotores del WS&WR decidieron agregar un ramal a su propia línea desde Frome a Yeovil para encontrarse allí con la línea del B&ER, formando un gran triángulo y componiendo (con la línea del GWR) una ruta directa desde Londres a Weymouth. En septiembre de 1844, la Junta de Comercio aprobó esta modificación, lo que agregó 350.000 libras esterlinas al capital necesario para llevar a cabo la línea, que ahora costaría 1 millón de libras esterlinas. Un mes después, en una reunión celebrada en Frome el 23 de octubre de 1844, el B&ER anunció que había decidido modificar la ruta de su ramal de Weymouth, que iba desde Durston mucho más al sur a través de Bridport, por un ramal a Yeovil. La sección de Yeovil a Weymouth no se construiría, por lo que el WS&WR la agregó a su propia red: el costo de capital ahora sería de 1,5 millones millones.
Las ciudades de Bath y Bristol se sintieron excluidas de estas conexiones con la costa sur, y el Taunton Courier registró que una delegación de mercaderes y comerciantes de Bristol había acudido ante el Consejo del Great Western, no fueron bien recibidos y

Obtuvieron la admisión directa por parte de la Junta ... de que no se esperaba ni se pretendía que la línea a Thingley se usara como una comunicación entre Bath y Bradford, pero que el transbordo entre esos dos lugares continuaría como hasta ahora mediante coches de caballos y el canal.

Hadfield agrega en una nota al pie en la misma página que "De hecho, la curva [oeste] en Thingley [cerca de Chippenham] fue específicamente autorizada (pero no construida) para dar conexión entre Bath y Trowbridge".
En este período, la Cámara de Comercio determinaba los méritos relativos de las propuestas en competencia, y lo mucho que había en juego significaba que era crucial asegurar su aprobación. Se informó en The London Gazette el 31 de diciembre de 1844 que la Cámara de Comercio apoyaba el plan del WS&WR, siempre que el GWR accediera a construir una línea de conexión desde Bath para conectarse con el WS&WR. El GWR se comprometió inmediatamente a solicitar la autorización parlamentaria para tal línea en la sesión de 1846. Sin embargo, el frenesí de proyectar ferrocarriles en este momento fue tal que el Canal del Kennet y del Avon propuso colocar vías de gran ancho a cada lado de su canal, que podría ser el Ferrocarril directo de Londres, Newbury y Bath. Puede parecer una propuesta sorprendente, pero pasó su segunda lectura en el Parlamento en la sesión de 1846, cuando se desechó el proyecto de ley para el Ferrocarril de Berks y Hants. Sin embargo, cuando el GWR compró la empresa del Canal del Kennet y del Avon, descartó esta propuesta, y en sus actas del 9 de septiembre de 1846 se registra que se efectuó el pago de la primera cuota de 5000 libras.
Después de deliberar, la Cámara de Comercio falló a favor del plan del WS&WR, rechazando la línea a Swindon del LSWR.

### Obtención del Acta

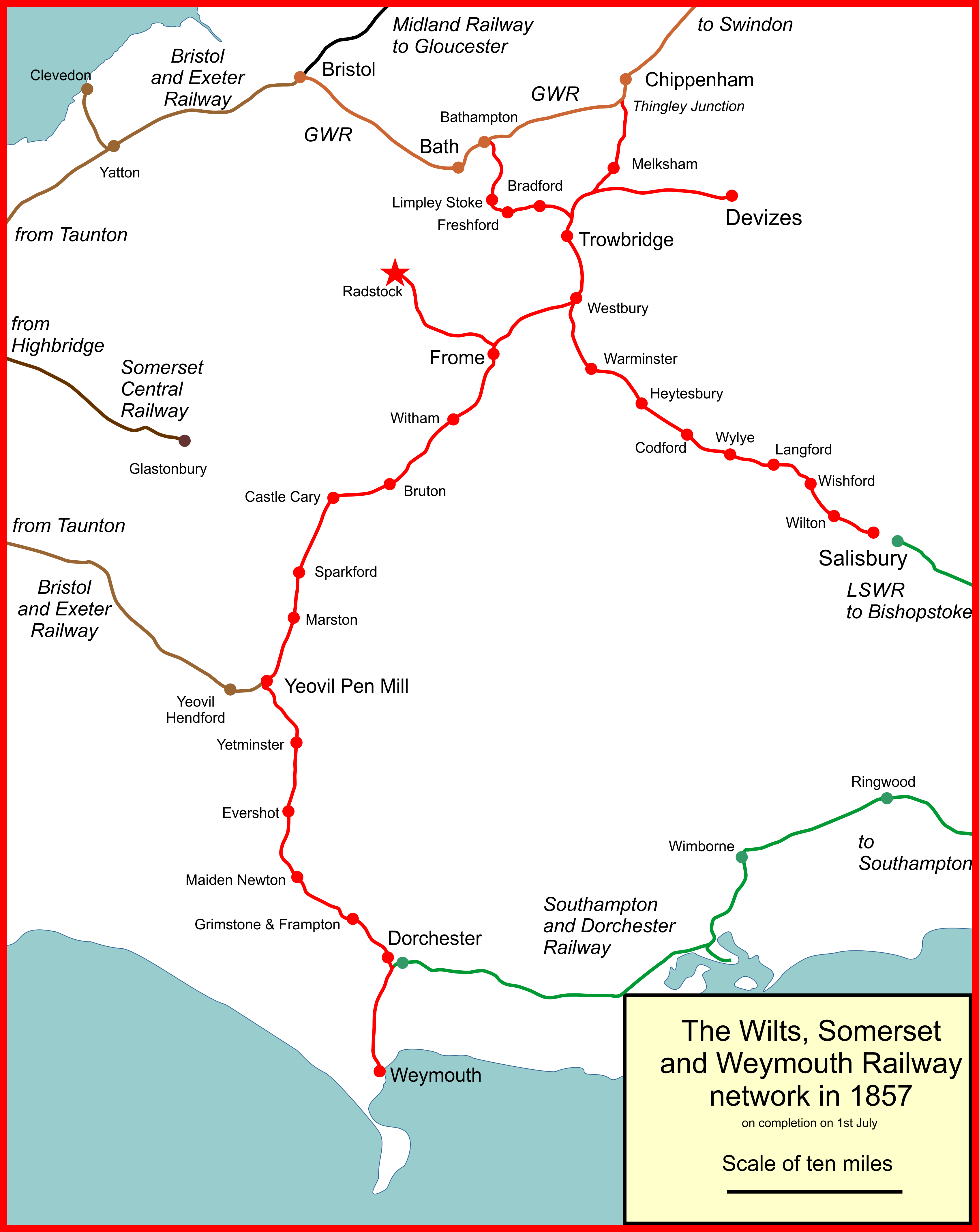
Líneas del WS&WR en 1857

El Ferrocarril de Wilts, Somerset y Weymouth obtuvo su autorización mediante Ley del Parlamento el 30 de junio de 1845. Iba a tener el mismo ancho de vía que la red del GWR y se extendería desde cerca de Chippenham a Salisbury, con ramales a Weymouth, Sherborne, Devizes y Bradford-on-Avon, así como un ramal para el transporte de carbón desde Radstock. En la misma sesión, se aprobaron actas de autorización para el Ferrocarril de Berks y Hants (Reading a Hungerford y Basingstoke, patrocinado por el GWR) y el ramal de Taunton a Yeovil del B&ER.
Las rutas de la línea se habían diseñado con cierta prisa y, después de la aprobación de la Ley, se decidieron varias modificaciones. Así, la ruta del GWR planificada inicialmente para conectar Bath con el WS&WR iba desde el ramal de Radstock hasta Twerton, al oeste de Bath, pero el 7 de octubre de 1845 Isambard Kingdom Brunel, ingeniero del GWR y del WS&WR, informó que una mejor ruta era a través del valle del Avon desde Bradford hasta Bathampton, al este de Bath. El trazado del WS&WR entre Frome y Bruton se modificó para hacerlo más adecuado para el funcionamiento de la línea principal. Este cambio y una extensión del muelle en Weymouth fueron autorizados por la Ley del 3 de agosto de 1846. A continuación, se descubrieron dificultades insuperables en la ruta montañosa entre Dorchester y Weymouth, donde se necesitaba dar un rodeo importante, que tuvo que ser autorizado en la sesión parlamentaria de 1847 (el 25 de junio de 1847), por lo que se perdió mucho tiempo antes de que pudiera comenzarse su construcción.
A estas alturas, el Ferrocarril de Southampton y Dorchester, aliado del LSWR, había llegado a Dorchester (el 1 de junio de 1847). La línea había sido promovida de forma independiente y, en ocasiones, había cortejado tanto al GWR como al LSWR, y su adopción de vías de menor ancho supuso un revés para el GWR, que siempre había tenido la intención de que el WS&WR fuera parte de una línea principal directa a Exeter. En estas circunstancias, ahora se veía obligado a considerar cómo podría llegar hasta allí. Como su construcción pondría en desventaja al amistoso B&ER, el GWR propuso comprar esta compañía, oferta que fue rechazada. Finalmente, el GWR planeó de forma activa su línea hacia el oeste: completaría la sección desde Hungerford (Berks y Hants) a Devizes (WS&WR) y construiría una nueva línea desde Yeovil (WS&WR) a Exeter a través de Axminster. Esta última línea no fue construida por el GWR, pero el desarrollo en el Parlamento de esta propuesta provocó una renovada hostilidad por parte del LSWR, así como la oposición del B&ER, que en otras circunstancias sería un aliado potencial.

## Primeros tramos: Westbury

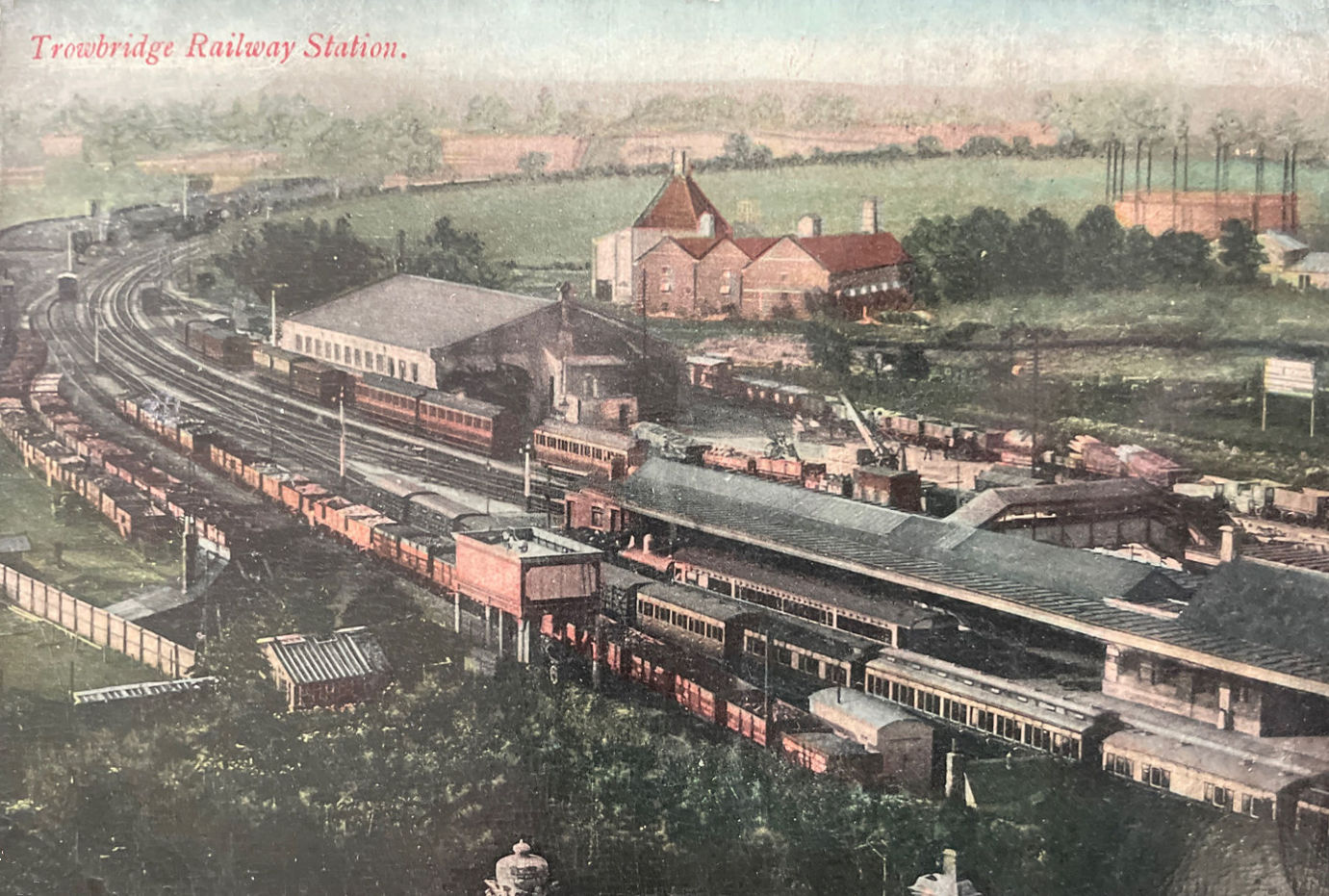
Estación de Trowbridge en 1908

Comenzando desde el cruce en Corsham, un par de millas al suroeste de Chippenham, la línea se construyó a través de Melksham y Trowbridge hasta Westbury. Fue revisada por el inspector de la Junta de Comercio el 26 de agosto de 1848 y aprobada para su apertura. Después de un viaje de prueba de los directores el 2 de septiembre, este tramo se abrió al público el 5 de septiembre de 1848. En esta fecha, antes de la introducción de la señalización de enclavamiento, los cruces enfrentados en la línea principal se consideraban potencialmente peligrosos y, por lo tanto, el cruce en Thingley se diseñó de modo que los trenes dieran marcha atrás en una vía muerta antes de continuar en la línea de Westbury.
Al mismo tiempo, se completó físicamente el ramal de Staverton, al norte de Trowbridge, a Bradford-on-Avon, pero no se colocaron los rieles y no se presentó para su apertura, por lo que permaneció sin uso por el momento.

## Venta al GWR
En aquel momento, obtener el dinero que se había suscrito estaba resultando excepcionalmente difícil y la empresa no pudo financiar la continuación del trabajo de construcción. Solo las grandes empresas ferroviarias establecidas con ingresos reales podían recaudar dinero y, a medida que aumentaba la presión, los directores se dieron cuenta de que la única forma de avanzar era vender su línea al GWR. Esa decisión fue tomada en octubre de 1849, y el traspaso tuvo lugar el 14 de marzo de 1850, siendo confirmado por una ley del Parlamento el 3 de julio de 1851, que disolvió la empresa del Ferrocarril de Wilts, Somerset & Weymouth.

### Frome y Warminster

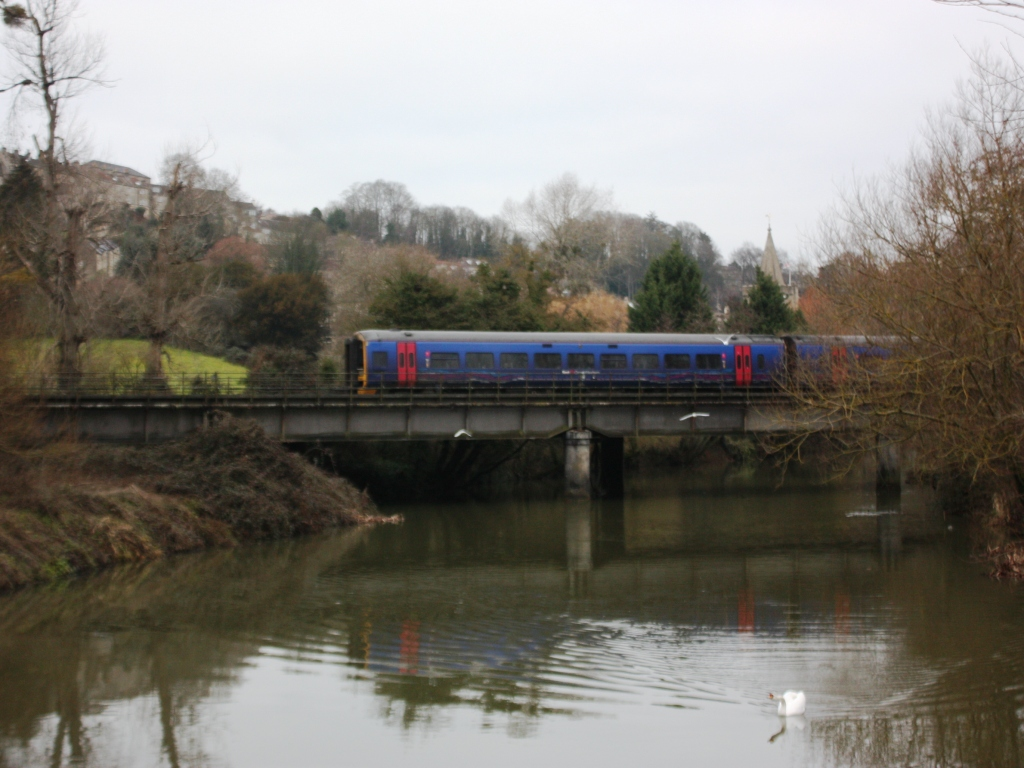
Un tren moderno en

Era difícil encontrar dinero incluso para el GWR, y se prestó atención a llegar a lugares que pudieran generar tráfico adicional sin grandes gastos. Frome, en el borde de la cuenca minera de Somerset, era uno de esos lugares, y la línea se construyó hasta allí desde Westbury. El capitán R. W. Lufman de la Cámara de Comercio inspeccionó la sección de Westbury a Frome, la aprobó y se abrió al público el 7 de octubre de 1850. Warminster, una próspera ciudad comercial en la futura línea de Salisbury, también era un objetivo, y la sección de Westbury se abrió el 9 de septiembre de 1851. También se inició el ramal de Frome a Radstock, en el centro de la cuenca minera de Somerset, pero las dificultades para obtener la posesión de los terrenos necesarios para tender las vías retrasaron tanto las cosas que el ramal quedó en suspenso.
Para generar el capital tan necesario para completar la línea, el GWR creó el "Ferrocarril de Frome, Yeovil y Weymouth" que fue autorizada por la Ley del 30 de junio de 1852 para completar esta ruta: su capital sería de 550.000 libras esterlinas con poderes de préstamo de 183.000 libras esterlinas. Evidentemente, la intención era despertar el interés local, pero el dinero no llegó y la empresa se disolvió sin lograr nada.

### Mandato judicial
El ferrocarril ahora estaba abierto desde Thingley Junction, Chippenham, hasta Frome y Warminster. El ramal autorizado a Bradford-on-Avon se había construido en 1848, antes de la venta al GWR, pero por razones que no están claras, esta sección no se puso en servicio. Devizes iba a tener un ramal desde la época de la Ley del WS&WR original. También antes de la venta del WS&WR, el GWR se había comprometido a construir una línea de Bradford a Bath. Los ciudadanos de Bradford y Devizes veían cómo las ciudades rivales de Trowbridge y Frome se beneficiaban de su nueva conexión ferroviaria, mientras que sus respectivas localidades languidecían sin un ferrocarril activo. La tensión aumentó hasta el punto de que se solicitó un mandato judicial para obligar a la apertura de la conexión ferroviaria con las dos ciudades. El GWR pudo afirmar honestamente que la escasez de dinero era un grave problema, y que no podría solucionarse fácilmente. Devizes vio como su solicitud era rechazada, pero la orden de Bradford se hizo absoluta a fines de 1852, obligando al GWR a completar el tendido de Bathampton a través de Bradford y prohibiendo el pago de dividendos después de dos años hasta que lo hicieran. En la práctica, la construcción resultó tan difícil, que el GWR solicitó y obtuvo una extensión de tiempo más allá de los dos años inicialmente previstos.

## 1854: Finalización del tendido a Salisbury, Weymouth, Bathampton y Devizes

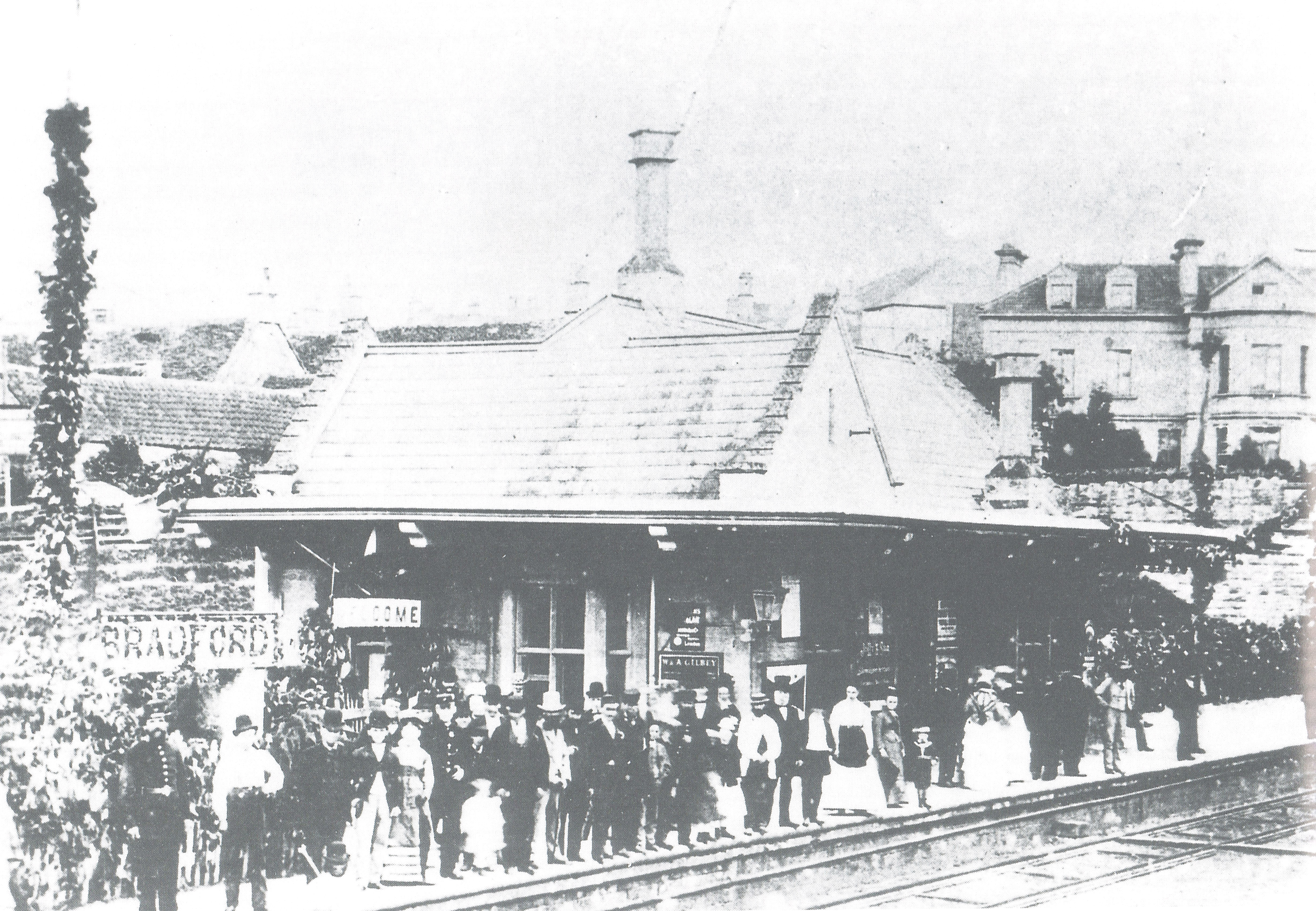
Estación de Bradford on Avon en 1897

A pesar de haberse gastado mucho dinero, se había perdido gran parte del impulso inicial desde la aprobación original de la Ley del WS&WR en 1845, pero no había otra alternativa que seguir adelante, dado que el LSWR ahora tenía a Weymouth en la mira a través del Ferrocarril de Southampton y Dorchester, y era importante para el GWR para asegurar su primacía en este lugar. La larga ruta de Frome a Weymouth ahora parecía poco atractiva. Anticipándose a la llegada de los ferrocarriles a su ciudad, el distrito de Weymouth cambió del tiempo solar local al horario de ferrocarril el 1 de enero de 1852, un movimiento que fue bastante prematuro. Finalmente, el 14 de noviembre de 1854 se abrió el ramal minero de Frome a Radstock, de poco más de 8 millas de largo.
Progresando lentamente, el ramal de Salisbury desde Warminster (de 19+1/2 de milla (31 km)) finalmente se abrió el 30 de junio de 1856, a una nueva terminal en Fisherton Street. En ese momento, el LSWR todavía estaba usando su terminal de Milford, en el otro extremo de la ciudad. El impulso original para tender una línea a Salisbury fue el acceso a Southampton sobre el tendido del LSWR, pero las relaciones con esta empresa ya no eran amistosas.
El tendido entre Frome y Yeovil se completó y abrió el 1 de septiembre de 1856, y el coronel Yolland inspeccionó la sección de Yeovil a Weymouth el 15 de enero de 1857. Había una curva pronunciada que conectaba el LSWR con la línea del WS&WR en Dorchester, ya que la estación del LSWR en Dorchester no se había alineado para facilitar esta conexión. Yolland requería que los trenes del LSWR en la curva de conexión se restringieran a una velocidad de 6 millas por hora (10 km/h). La línea a Weymouth abrió el 20 de enero de 1857. Todas estas líneas eran de vía única, de vía de gran ancho, excepto un tramo de vía doble de ancho mixto entre Dorchester y Weymouth para el uso de los trenes del LSWR. La curva de Dorchester era de vía mixta, dado que el GWR se había visto obligado a aceptar colocar rieles para los trenes de vía estrecha, y al LSWR se le podía cobrar el 60% de los ingresos brutos en esa sección. Para garantizar una extraña equidad, la Cámara de Comercio requirió que el LSWR colocara un tramo de ancho mixto en su línea por la misma longitud, aproximadamente 8 millas (12,9 km), hacia el este de Dorchester, terminando "abruptamente en medio de ninguna parte" cerca de Wool. Esta obra le costó al LSWR 16.309 libras, y es probable que el riel de vía ancha nunca llegara a ser utilizado.
El ferrocarril de Bristol y Exeter había abierto su línea a Yeovil (desde Taunton) el 1 de octubre de 1853, pero su estación estaba en Hendford, en el lado oeste de la ciudad. El 2 de febrero de 1857 se abrió una línea de conexión desde Hendford hasta la estación del WS&WR en Yeovil.
El GWR siguió adelante con la sección de Bradford a Bathampton. La construcción del acueducto Dundas para cruzar bajo el canal del Kennet y del Avon resultó particularmente difícil. Yolland realizó una visita de inspección el 16 de enero de 1857, y encontró numerosas deficiencias en la vía, en la señalización y en los edificios y se negó a autorizar su apertura. Sin embargo, volvió a inspeccionarla quince días después, y los fallos obviamente se habían subsanado, ya que aprobó la apertura, que tuvo lugar el 2 de febrero de 1857. Era una sola vía de gran ancho, colocada sobre traviesas transversales, posiblemente adoptada por Brunel como experimento. Esta sección se unió a la línea principal original del WS&WR en Bradford Junction, un poco al norte de Trowbridge. La localidad de Bradford misma estaba al norte de Bradford Junction, es decir, en la nueva sección de la ruta.
Finalmente, el 1 de julio de 1857 se abrió el ramal de Devizes desde Holt, al norte de Trowbridge. La red del Ferrocarril de Wilts, Somerset y Weymouth se había completado finalmente.

## Conexiones de derivación

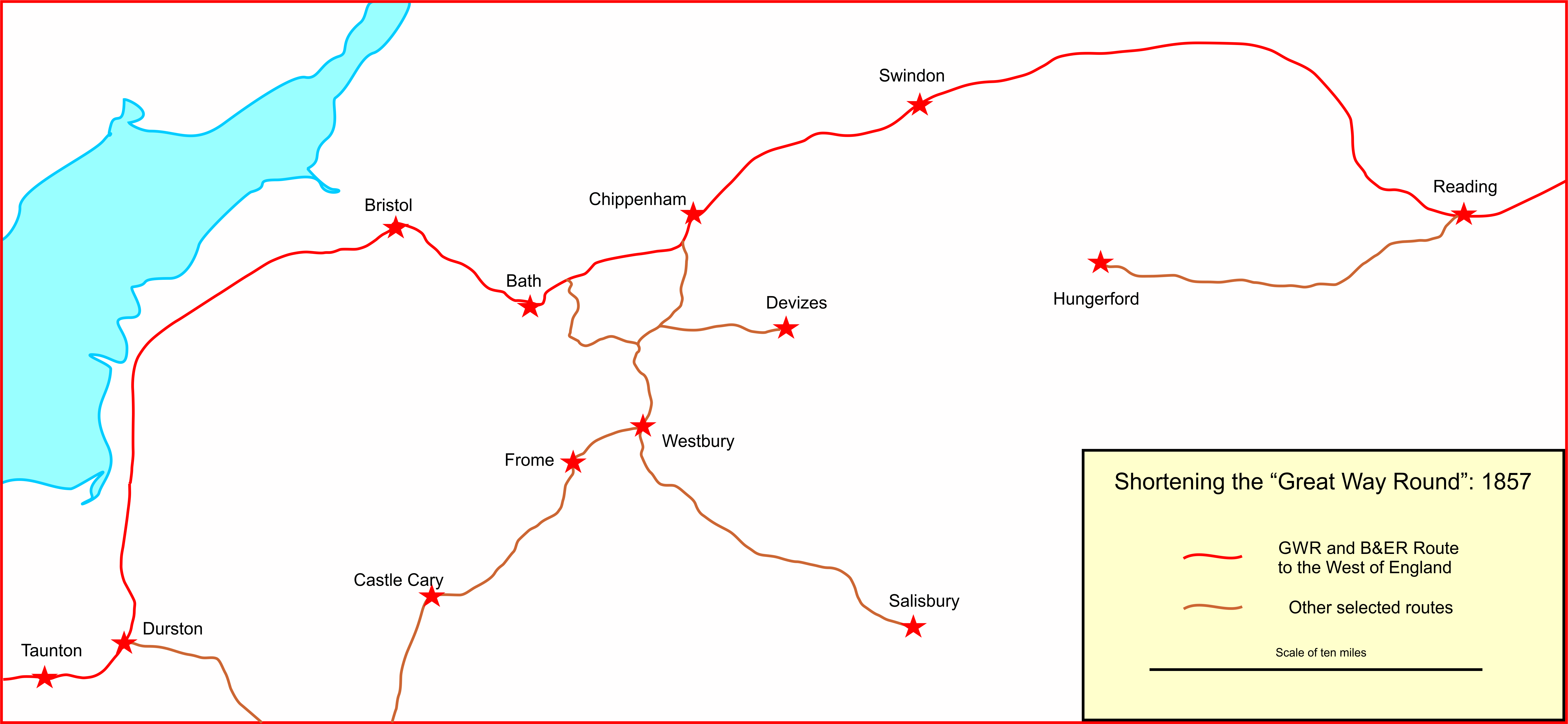
El Great Way Round al oeste de Inglaterra en 1857

Desde la finalización de la red central en 1857, se conectaron varias ramas independientes y otras líneas.
El primero fue el Ferrocarril de Bridport, un ramal de Maiden Newton a Bridport, que se inauguró el 12 de noviembre de 1857. Bridport era una ciudad importante y había estado en varias líneas principales proyectadas, pero ninguna de ellas llegó a existir, y la ciudad tuvo que contentarse con un ramal de conexión, operado por el GWR.
Al año siguiente, Shepton Mallet obtuvo su conexión ferroviaria: el Ferrocarril del Este de Somerset abrió su línea desde Witham el 9 de noviembre de 1858, que se extendió a Wells el 1 de marzo de 1862. Finalmente, este ramal pudo conectarse a través de Yatton a principios de 1878.
La Ley original que autorizaba el Ferrocarril de Wilts, Somerset y Weymouth había incluido la posibilidad de conectarse al puerto de Weymouth, pero se omitió cualquier ramal de extensión. Se autorizó a una empresa local, el Ferrocarril de Weymouth y Portland, a construir un ramal en la isla de Pórtland, con un tranvía desde la estación de Weymouth hasta el muelle de las Islas del Canal. La línea se abrió el 18 de octubre de 1865; se prohibieron las locomotoras en el tranvía al muelle y se utilizó tracción a caballo; la línea se arrendó conjuntamente al LSWR y al GWR.
El Ferrocarril de Salisbury y Yeovil de ancho estándar se abrió a Yeovil el 1 de junio de 1860. Aunque se trataba de una empresa independiente, la línea formaba parte de la estrategia del LSWR para llegar al oeste de Inglaterra, y el 19 de julio de 1860 se abrió la continuación del LSWR desde Yeovil hacia Exeter. El GWR construyó un ramal cerca de su estación de Yeovil hacia una estación de intercambio de mercancías en Clifton Maybank, cerca de la estación del LSWR en Yeovil Junction. La estación de intercambio, llamada Clifton Maybank, era necesaria debido a la discontinuidad del ancho de vía, de manera que las mercancías debían transbordarse de vagones de un ancho a vagones del otro ancho. Se inauguró el 13 de junio de 1864.

## Conversión de ancho y vía doble
El Ferrocarril de Wilts, Somerset y Weymouth se había construido para ser parte del sistema del Great Western Railway y, como tal, utilizaba vías de gran ancho. En 1874, el GWR decidió que era el momento de transformar la línea al ancho de vía estándar, y todo el sistema del WS&WR se modificó mediante una operación a gran escala en junio de 1874. El 18 de junio, se despejó la red de material rodante de vía ancha y se iniciaron las obras del cambio de ancho, de manera que el 22 de junio circuló el primer tren de ancho estándar.
El ramal de Radstock, construido como un ferrocarril minero, ahora podía conectarse directamente con su vecino del norte, el Ferrocarril de Bristol y del Norte de Somerset de vía estándar, que había llegado a Radstock en 1873. El transporte de carbón era su objetivo principal, pero también era un ferrocarril de pasajeros. Ahora que se había eliminado la discontinuidad del ancho de vía (mediante la conversión del ramal de Frome a Radstock), las dos líneas podían trabajar juntas y se inició un servicio de pasajeros desde Frome. La línea minera original tenía un cruce desde la conexión de Westbury, divergiendo antes de llegar a la estación de Frome, por lo que se tendió una curva de oeste a norte y, cuando estuvo lista, los trenes de pasajeros operaron de Frome a Bristol a través de Radstock desde el 5 de julio de 1875.
La línea entre Thingley Junction y Frome ya era de doble vía, y la sección de Yeovil Pen Mill a Evershot se había duplicado en 1858, pero el resto era de vía sencilla. La sección de Dorchester a Weymouth ya era de ancho mixto para permitir el paso de los trenes del LSWR.
Después de la conversión de ancho, se habilitaron más secciones con doble vía: Frome a Witham en la primavera de 1875; Witham a Castle Cary en 1880; Castle Cary a Yeovil Pen Mill en 1881; Evershot a Maiden Newton en 1882; Maiden Newton a Grimstone en 1884; y Grimstone a Dorchester en 1885. La sección de Bathampton a Bradford se duplicó el 17 de mayo de 1885.

## Ferrocarril de Abbotsbury
El Ferrocarril de Abbotsbury finalmente logró abrir su línea después de serios retrasos y dificultades, el 9 de noviembre de 1885. El prospecto de la compañía prometía extensos depósitos minerales y una posible prolongación hasta Exeter en la costa. Pero estas riquezas mineras nunca se materializaron y la línea simplemente llegó a circular entre Upwey Junction y Abbotsbury, siendo operada por el GWR.

## Curva norte de Bradford
En 1895 se abrió la curva norte en Bradford Junction, lo que permitió pasar desde la dirección de Limpley Stoke hacia Melksham. Las heladas excepcionalmente severas habían causado daños al revestimiento del túnel de Box y el extenso trabajo de reparación requirió el desvío nocturno y dominical de los trenes entre Londres y Bristol, lo que implicó la inversión en Westbury o Trowbridge. La nueva curva se instaló apresuradamente en el movimiento de tierras efectuado originalmente para el ramal de Devizes en 1857, y se inauguró el 11 de marzo de 1895.

## Ruta de Westbury a Exeter

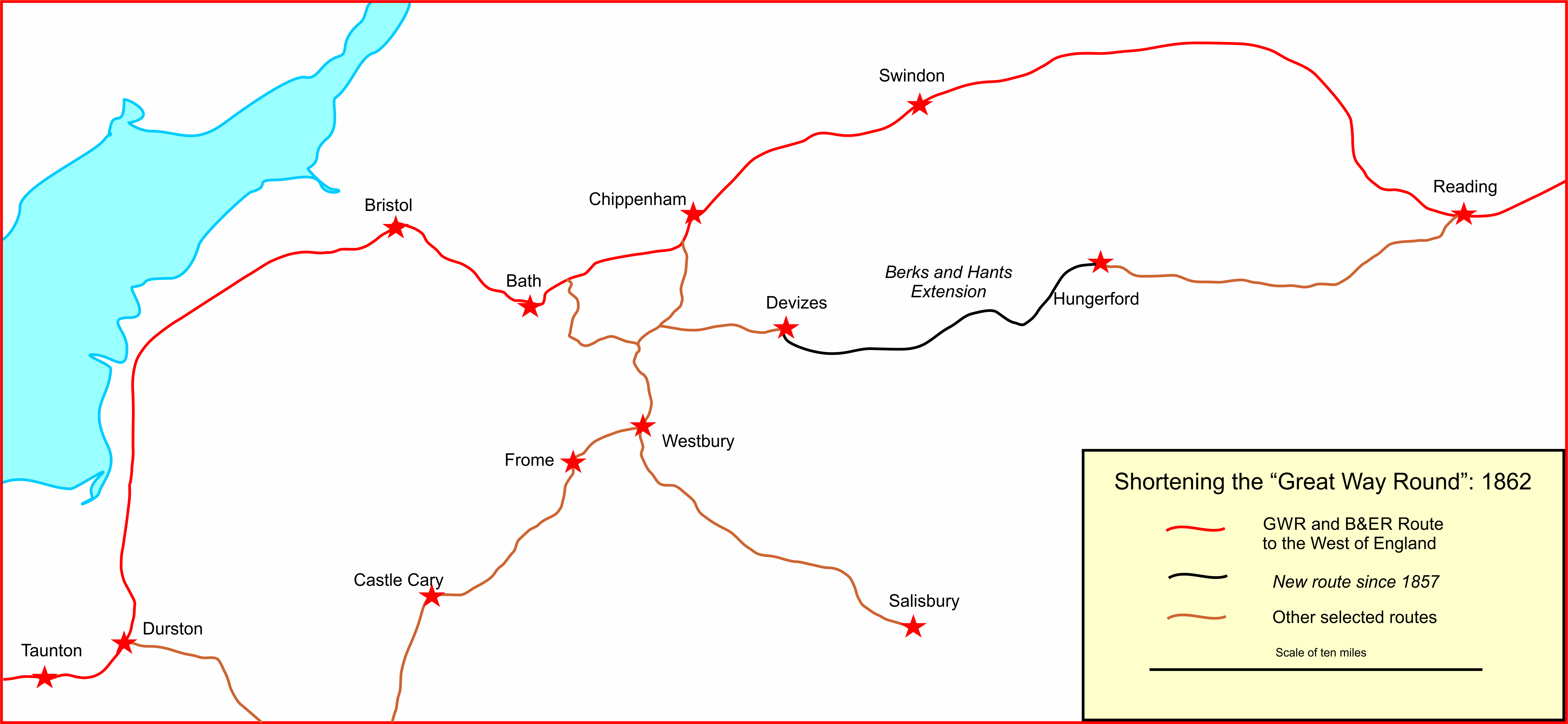
El Great Way Round en 1862

El GWR, el Ferrocarril de Brístol y Exeter y el Ferrocarril del Sur de Devon se habían fusionado tiempo atrás, lo que había permitido disponer de un itinerario principal desde la Estación de Paddington en Londres a Taunton, Exeter y Plymouth. Sin embargo, la ruta no era directa: pasaba por la Estación de Temple Meads en Bristol, por lo que se denominaba al GWR el "gran rodeo" en tono despectivo. El LSWR tenía una ruta significativamente más corta desde la Estación de Waterloo en Londres a Exeter a través de Salisbury. Pero por su parte, el GWR tenía una línea de Reading a Devizes, donde se unía a las líneas del WS&WR, y estaba claro que diseñar algunas variantes crearía una ruta directa coherente entre Reading y Taunton. El GWR había obtenido más de una vez poderes parlamentarios para construir dichas líneas (que habían caducado), pero en 1895 los directores tomaron finalmente la decisión de iniciar las obras.

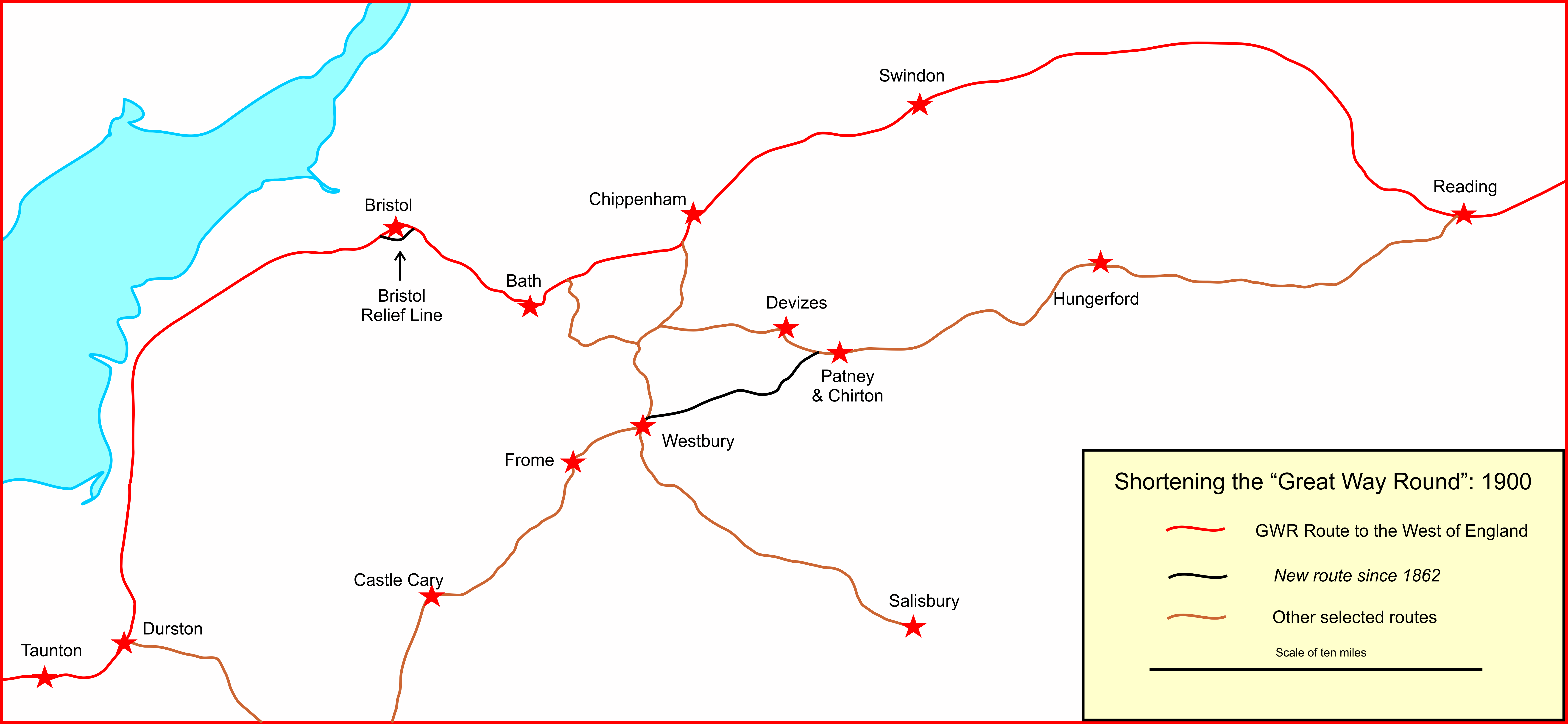
La primera variante: 1900

Esta iba a ser una línea principal troncal, y la primera tarea era duplicar la línea al este de Patney, que se había construido como el Ferrocarril de Extensión de Berks y Hants, y construir una nueva línea desde Patney para unirse a la línea del WS&WR en Westbury, la variante de Stert y Westbury. La obra se inició en 1895 y el tráfico de mercancías circuló por primera vez en la ruta el 29 de julio de 1900, seguido de trenes de pasajeros locales el 1 de octubre. Este trazado acortó la distancia de Paddington a Westbury y, por lo tanto, a Yeovil y Weymouth, en más de 14 millas (23 km). Como parte del trabajo, la estación de Westbury se amplió mucho, ya que su condición de estación de cruce la hizo más importante.

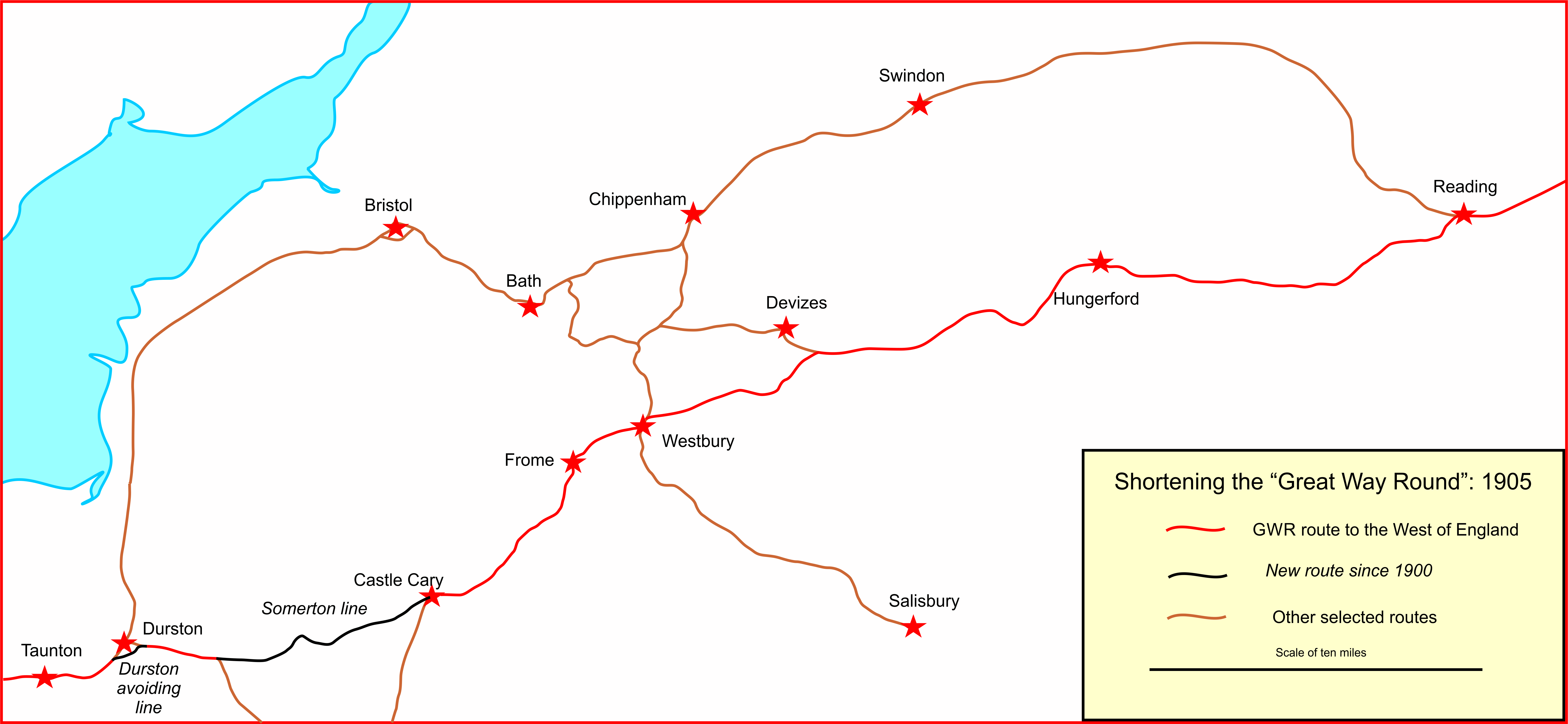
De Reading a Taunton en 1905

La siguiente fase del trabajo fue construir la variante de Langport, que corría hacia el oeste desde Castle Cary para unirse a la línea de Bristol y Exeter al noreste de Taunton. Se abrió por etapas, conectando en primer lugar Castle Cary y Charlton Mackrell el 1 de julio de 1905. El 2 de abril de 1906 se abrió parte de la línea en el extremo occidental, desde un nuevo cruce en Cogload, cerca de Taunton, hasta Somerton. Finalmente el tramo central, y todo el recorrido, se abrió el 20 de mayo de 1906. Seguía parte de un ramal de Yeovil a Taunton, y la sección relevante se actualizó a los estándares de la línea principal de doble vía, y en un área donde se habían experimentado problemas de inundaciones persistentes, se elevó la rasante para evitar este problema. A partir del 2 de julio de 1906, los trenes expresos y otros tráficos directos se desviaron a la nueva línea. La variante supuso acortar unas 20 millas (32 km) el recorrido anterior.

## Otros desarrollos delsigloXX

### Trenes automotores
El GWR estaba ansioso por desarrollar el tráfico local de pasajeros, aunque la distribución inicial de estaciones fue algo escasa. Las solicitudes locales llevaron a la compañía a construir una estación en Upwey, en la sección de Dorchester a Weymouth, que se inauguró el 21 de junio de 1871. Cuando se puso en servicio el ramal de Abbotsbury en 1885, su enlace quedaba al sur de Upwey y estaba orientado hacia Weymouth, de modo que el 19 de abril de 1886 se abrió una estación en Upwey Junction para atendender el nuevo enlace y se cerró la anterior estación de Upwey.
En 1905, el GWR presentó sus automotores de vapor como respuesta a la creciente amenaza de la competencia de los autobuses. Eran un simple coche de pasajeros que incorporaba un pequeño motor de vapor en un extremo, y tenían la ventaja de que eran más baratos que una locomotora completa, y además permitían ahorrar tiempo en las terminales al no tener voltear su posición. Estaban equipados con escalones retráctiles y podían hacer paradas facultativas en lugares con andenes muy bajos o sin ellos. Fueron operados entre Dorchester y Weymouth, y se abrieron nuevas paradas para ellos en Upwey Wishing Well, Came Bridge y Radipole. La parada de Upwey Wishing Well se inauguró el 28 de mayo de 1905 y las otras dos el 1 de julio de 1905. Came Bridge pasó a llamarse Monkton y Came Bridge (Golf Links) Halt el 1 de octubre de 1905.
En el mismo año, se inició un servicio de automotores similar entre Chippenham y Trowbridge, con nuevas paradas en Lacock, Beanacre, Broughton Gifford y Staverton Halt.

### Limley Stoke
Para manejar el tráfico de minerales proveniente de la Línea de Camerton, en 1910 se amplió la capacidad de las vías de apartado en Limpley Stoke, donde se reorganizaban las composiciones para su posterior traslado.

### Instalaciones militares
Gran Bretaña había estado involucrada durante algún tiempo en conflictos acontecidos en Sudáfrica, y en octubre de 1899 estalló la segunda guerra bóer. En consecuencia, la Oficina de Guerra aumentó las instalaciones en Salisbury Plain y en muchos lugares junto a la línea de Salisbury. Poco después surgieron en Europa las tensiones que condujeron a la Primera Guerra Mundial, lo que llevó a disponer instalaciones especiales en la línea, dado que se necesitaban vías de apartadero adicionales y haces de mercancías, así como ramales de Heytesbury a Sutton Veny Camp, y de Codford a Codford Camp. La mayoría de estas instalaciones fueron desmontadas tras el final de la guerra.

### Más paradas
Los automotores ferroviarios tuvieron éxito, pero tenían la limitación de que no podían hacer frente a los picos de tráfico o recorrer distancias muy largas, y en 1922 la flota se redujo sustancialmente y muchos se retiraron del servicio en 1935. Había una necesidad continua de responder al tráfico local de pasajeros, que aumentaba a medida que las carreteras mejoradas hicieron que los autobuses fueran más eficientes. En consecuencia, en la década de 1930 se abrieron varias paradas al sur de Yeovil, así como también Strap Lane Halt cerca de Bruton.

### Acortamiento de líneas

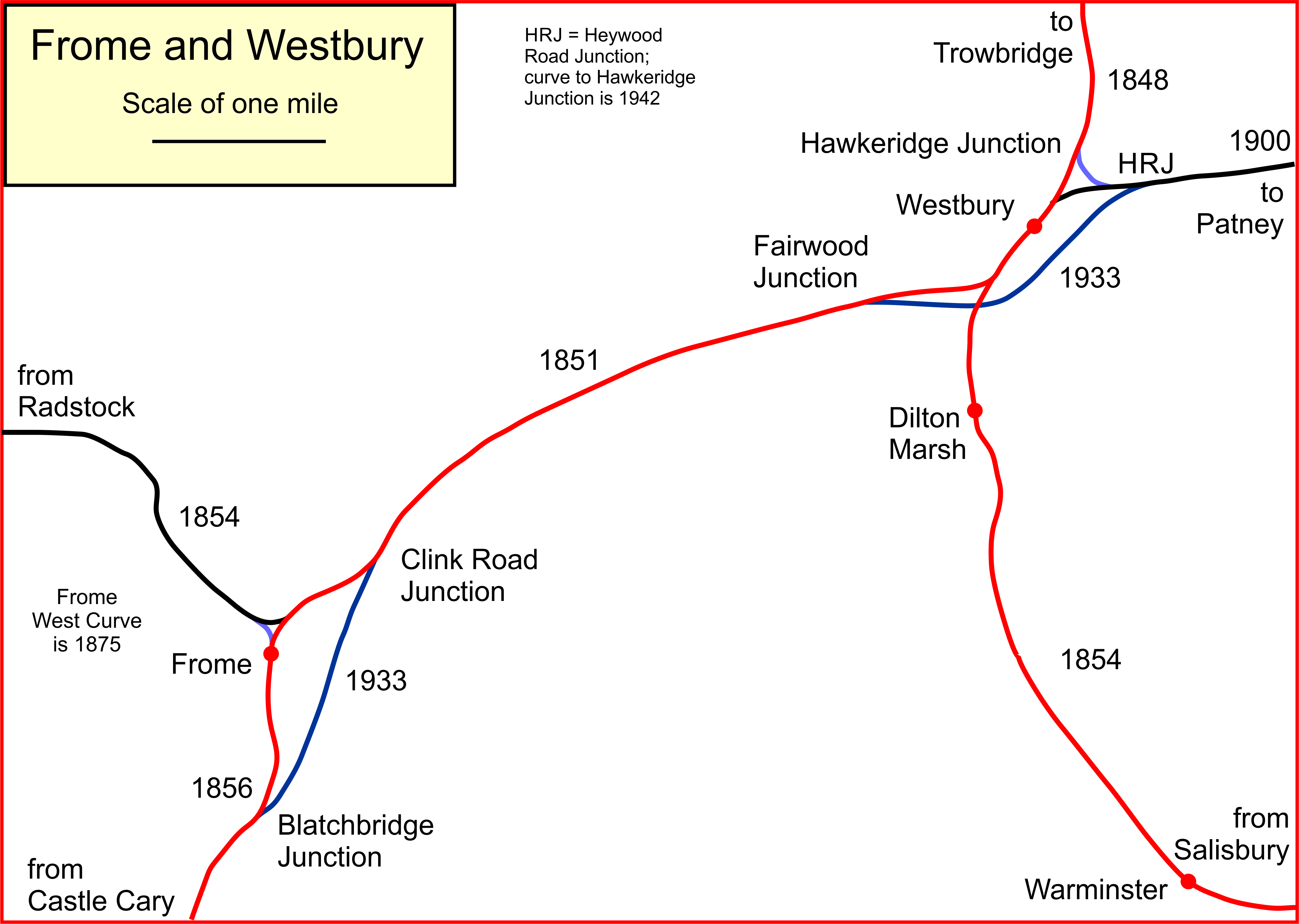
Variantes de Westbury y Frome

Cuando se abrió la línea de Reading a Taunton a través de Westbury, pasaba por las estaciones de Westbury y Frome. Westbury no estaba alineada originalmente para ser compatible con una línea principal de este a oeste, y la estación de Frome quedaba en una curva incómoda. En ambos lugares había una restricción de velocidad a 30 millas por hora (48,3 km/h) para los trenes del oeste de Inglaterra y Weymouth, y en Westbury entraban en conflicto con el tráfico pesado de carbón de la línea de Trowbridge hacia Salisbury. La Ley de desarrollo (garantías de préstamos y subvenciones) de 1929 se aprobó para estimular el empleo y fomentar el desarrollo industrial, y el GWR obtuvo asistencia financiera de esta fuente para construir tramos en variante, sin pasar por las dos estaciones.

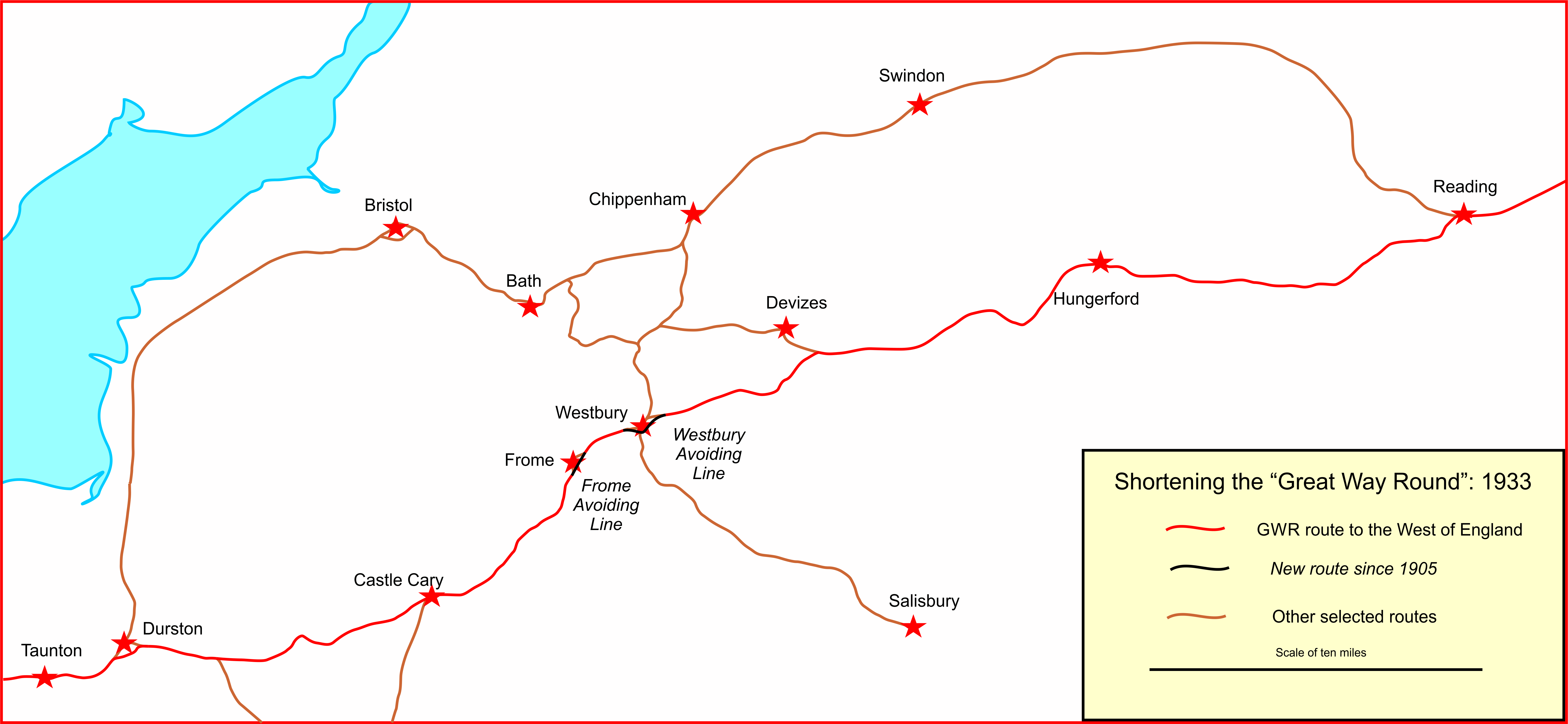
De Reading a Taunton: variante completada en 1933

Logan and Hemingway de Doncaster fue el contratista y el costo de las obras sería de 220.000 libras esterlinas. Las variantes se abrieron al tráfico de mercancías el 1 de enero de 1933, y para todo el tráfico a principios del horario de verano de 1933.

### Segunda Guerra Mundial
En 1939 el país estaba nuevamente en guerra, tras el estallido de la Segunda Guerra Mundial. Una vez más, la línea de Salisbury recibió un tráfico militar intenso y muchas de las instalaciones especiales eliminadas después de 1919 fueron reinstaladas. El bombardeo de las ciudades británicas por parte de la aviación alemana se generalizó, y la interrupción de las líneas de ferrocarril suponía un grave problema para el esfuerzo bélico. Se establecieron muchas conexiones entre ferrocarriles que anteriormente competían entre sí, con el fin de facilitar el enrutamiento en caso de bloqueo. El ramal de Clifton Maybank en Yeovil había cerrado en 1937, pero su vía corría junto al Ferrocarril del Sur y se hizo una conexión que permitía que los trenes circularan desde Castle Cary hacia Exeter en la línea del Ferrocarril del  Sur. Se inauguró el 13 de octubre de 1943, con una asistencia considerable de las tropas canadienses.
Se instalaron apartaderos extensos en Lacock para el Ministerio del Aire, y se tendió una curva hacia el oeste en Thingley Junction. El trazado se había realizado como parte de la construcción de la línea principal original del WS&WR, y si se hubiera abierto, habría permitido pasar de Bath a Trowbridge, pero fue cancelada por el compromiso del GWR de construir la línea a través de Limpley Stoke. La curva de Thingley se abrió en 1942 y se la denominó informalmente "La Variante del Ministerio del Aire". Se eliminó en julio de 1959, pero Lacock Sidings permaneció hasta 1964.

## Nacionalización
La Ley de Transporte de 1947 se aprobó después del final de la guerra, y las principales líneas ferroviarias del país pasaron a formar parte desde principios de 1948 del British Rail, una compañía de propiedad estatal.
El uso de estaciones rurales y ramales siguió disminuyendo, y el 19 de septiembre de 1955 se cerraron todas las estaciones entre Warminster y Salisbury.
El 2 de noviembre de 1959 finalizó el servicio de pasajeros en la línea de Frome a Radstock y, con el declive de la cuenca carbonífera de Somerset, el ramal se cerró por completo a partir de abril de 1966, excepto por una conexión a Whatley Quarry, que conectaba con un apartadero privado cerca de Hapsford. Con el aumento de la construcción de carreteras en la década de 1960, la producción de esta cantera se hizo cada vez más importante en ese momento. La extracción de carbón restante en el área estaba localizada más al norte y la conexión ferroviaria era a Bristol sobre la línea de Bristol y North Somerset. Sin embargo, en el verano de 1968 quedó dañado un terraplén al norte de Pensford, y la línea se cortó. Se consideró antieconómico repararlo, y en su lugar se reabrió la conexión de Frome, y el tráfico del área se llevó a través de Radstock y Westbury hacia Bristol. Sin embargo, los pozos mineros restantes cerraron en 1973 y el último movimiento de carbón tuvo lugar el 16 de noviembre de 1973.
En la década de 1960 aumentaron las pérdidas financieras de la red ferroviaria, y en 1963 se publicó un informe que proponía cierres a gran escala de líneas y estaciones poco utilizadas. Los cambios resultantes se denominaron el Plan Beeching en referencia a su autor, Richard Beeching, que había recibido de British Railways el encargo de analizar la manera de evitar las pérdidas. El plan afectó a muchos de los ramales que se conectaban a la red del WS&WR, y en 1966 también cerraron el ramal a Devizes, y muchas paradas intermedias y pequeñas estaciones en las líneas del WS&WR. El tráfico de carga general a Weymouth se desvió principalmente a la ruta de Bournemouth, y en 1967-1968 se llevó a cabo la separación de las rutas entre Thingley Junction y Bradford Junction, y entre Castle Cary y Dorchester.
La ruta principal de Londres a Weymouth partía de la Estación de Waterloo en Londres a través de Bournemouth y Dorchester South. De Londres a Bournemouth se electrificó en 1967, y los trenes seguían con máquinas diésel hasta Weymouth. La electrificación con el sistema de tercer carril a 750 voltios se extendió a Weymouth a partir del 10 de febrero de 1988.
El 17 de marzo de 1990 se eliminó la curva norte en Bradford, que se había mantenido en los últimos años para dar paso a los trenes desviados durante el cierre para el mantenimiento del túnel de Box, pero la eliminación de los trenes de pasajeros arrastrados por locomotoras significó que los trenes desviados simplemente podían retroceder en el cruce sur de Bradford.
La parte de la red Bath-Westbury-Salisbury recibió un servicio mejorado de trenes de pasajeros con la introducción de las unidades diésel Sprinter, que brindaban un servicio generalmente cada hora. El servicio en la sección de Thingley a Bradford se redujo mucho, y la sección de Westbury a Weymouth quedó solamente con un servicio básico.

## Servicios de tren

### Trenes de pasajeros
Cuando se abrió la primera línea de Thingley Junction a Westbury, había cinco trenes de pasajeros en cada sentido, que permitían realizar conexiones más o menos razonables con los trenes de Londres.
Para 1895, el servicio había aumentado un poco en número y algunos omitieron ciertas paradas, con trenes directos de Chippenham a Weymouth. La apertura de la curva norte de Bradford en ese año permitió mejorar los servicios de Devizes a Bath. De hecho, muchos de estos trenes iban desde Reading hasta Bath o Bristol, y había un servicio rápido por la mañana y un servicio vespertino de bajada. También circulaban seis trenes diarios en la línea de Radstock, todos llegando a Bristol vía Clutton.
En julio de 1904, el GWR comenzó a operar trenes rápidos a Plymouth, circulando sin escalas desde Paddington a Plymouth, pero a través de la línea periférica de Bristol. Los mejores trenes estaban estrictamente limitados a siete vehículos y se convirtieron en el conocido como The Limited, aunque más tarde llamado The Cornish Riviera Express. El 23 de julio de 1906 (en un sentido) y el 25 de julio (en el otro), estos trenes se desviaron para pasar por la nueva línea de corte a través de Lavington, Frome y Somerton, pasando a circular sin paradas a lo largo de una distancia de 225 millas 57 cadenas (362,1 km). El tren de bajada salía de Paddington a las 10:30 y dejaba un coche de deriva en Westbury hacia Weymouth y Exeter. El tren ascendente pronto se modificó para hacer escala en Exeter, aunque varios trenes directos al oeste de Inglaterra continuaron pasando por Bristol.
Cuando los expresos del oeste de Inglaterra comenzaron a utilizar la variante de 1933 en Westbury, los coches de deriva para Weymouth del "Cornish Riviera Express" hacia abajo se soltaban antes de llegar a Heywood Road Junction para que una locomotora de maniobras los llevara a la estación.
En 1947 había surgido la distinción moderna entre trenes de pasajeros de larga distancia y puramente locales. En ese momento, los trenes del oeste de Inglaterra recorrieron la ruta a través de Westbury evitando la línea o la estación, y en Frome evitando la línea. Había trenes expresos de Londres a Weymouth a través de Westbury y Castle Cary, y un servicio mejorado desde Bristol o Cardiff al puerto de Portsmouth a través de Westbury y Salisbury.

### Mercancías
No existe mucha información sobre el tráfico de mercancías y minerales en los primeros años, pero una conexión fácil y barata fue claramente muy beneficiosa. Los productos agrícolas y los bienes de consumo interno de los agricultores, así como el carbón doméstico e industrial y otros productos manufacturados eran todos tráficos importantes.
Los servicios de carga dominantes en la línea en años posteriores fueron los trenes de carbón desde el sur de Gales, a Southampton y Portsmouth en particular, y también los trenes carboneros desde Radstock y Camerton a Bristol y otros lugares de Inglaterra.

## Señalización
Desde los primeros días de la línea, el sistema de señalización era el telégrafo de doble aguja que permitía pasar mensajes sencillos. El sistema permitía el poner de acuerdo dos estaciones consecutivas para variar el horario de cruce de trenes opuestos en vía única en caso de retraso. El telégrafo no estuvo listo a tiempo para la apertura de Yeovil a Dorchester Junction, y durante las primeras semanas se reguló el tráfico mediante pilotos de vía, con un lugar de cruce en Evershot. En la sección de doble vía de Thingley Junction a Westbury y de Dorchester Junction a Weymouth, se utilizó el sistema de intervalos de tiempo.
Las señales fijas consistían en un indicador en la estación o lugar de conexión, no necesariamente colocada antes del punto de interferencia, que daba permiso para entrar a la estación, y un indicador auxiliar colocado más atrás que funcionaba como una señal distante. No había señales de inicio: el permiso para continuar en una sección se daba mediante una orden escrita entregada al conductor. Las señales eran en su mayoría del tipo de disco y travesaño, y los puntos y señales eran accionados por palanca en su ubicación, sin enclavamiento remoto.
En 1963, el GWR reemplazó los instrumentos de telégrafo de doble aguja por un sistema de aguja única.
A partir de 1870 los tramos más difíciles se equiparon con el sistema de bloqueo mediante discos, que era permisivo.
El trabajo con bloqueo absoluto comenzó a implementarse a finales de 1874, y en los años siguientes se construyeron cajas de señales reconocibles en todo el sistema, con enclavamiento. El sistema optimizado para los trenes eléctricos se implantó en las líneas de vía única, y las señales luminosas modernas reemplazaron la mayoría de las señales de disco y barra transversal durante la década siguiente.

## Puentes de madera
En la fecha temprana del inicio de la red del WS&WR se habían construido numerosas estructuras de madera, criterio que se siguió en la línea.
Se diseñaron dos puentes entre Thingley y Trowbridge en madera, pero es posible que en realidad no se construyeran con este material: el viaducto de Lacock iba a ser una estructura de tres vanos con dos pilares de madera y estribos de mampostería; y la carretera de peaje cerca de Melksham cruzaría la vía férrea mediante una armadura de un solo tramo.
Cerca de Staverton, el ferrocarril cruzó el río Avon mediante un viaducto de nueve vanos de 20 pies (6 m) cada uno. En Yarnbrook cruzaba la carretera de Trowbridge a Westbury a través de un viaducto con una celosía de madera central esviada flanqueada por dos arcos de mampostería.
Cerca de Frome, en la conexión (posterior) del ramal de Radstock, había un viaducto de celosía de dos tramos. Cuando se tendió el ramal de Radstock, se construyó un viaducto adyacente para su alineación, y se dispusieron otros cinco cruces de río en madera hacia Radstock.
Entre Bathampton y Bradford Junction había al menos cinco viaductos de madera: uno es ahora el emplazamiento de dos puentes al este de la estación de Bradford; otros dos puentes al oeste de Bradford sobre el río Avon; el viaducto de Freshford sobre el Canal del Kennet y del Avon; y el viaducto de Midford Brook. El último viaducto de madera restante, al oeste de la estación de Bradford, fue reconstruido en 1889. En el ramal de Devizes había tres viaductos de madera: el puente Whaddon sobre el Avon; el puente de Outmarsh sobre el Canal de Wilts & Berks; y un viaducto de madera sobre la carretera de peaje con un tramo de 56 pies (17 m) y dos vanos de 33 pies (10 m).

## Estaciones y puntos de enlace
A continuación figura una lista de las estaciones y puntos de enlace. Las entradas en cursiva no eran estaciones de pasajeros; las uniones están "siguiendo" la dirección que se indica.

### De Thingley Junction a Weymouth
Tramo abierto a Westbury en 1848; a Frome en 1851; a Yeovil en 1856; y a Weymouth en 1857.
- Thingley Juntion; en la Línea Principal del Great Western entre Chippenham y Corsham;
- Trailing Junction para la Variante del Ministerio del Aire (curva oeste) 1943-1955;[23]
- Lacock Halt; 1905-1966;
- Beanacre Halt; 1905-1955;
- Melksham; cerrada 1966; reabierta en 1985;
- Broughton Gifford Halt; 1905-1955;
- Holt Junction; cruce posterior para la línea de Devizes entre 1857-1966; estación de pasajeros abierta en 1861,[nota 9] cerrada en 1966;
- Staverton Halt; 1905-1966;
- Bradford North Junction; enlace hacia Bradford North Curve 1895-1990;
- Bradford South Junction; final del enlace con la línea Bathampton desde 1857;
- Trowbridge;
- Hawkeridge Junction; frente al cruce de la curva de Hawkeridge, hacia Heywood Road Junction y Pewsey desde 1942;
- Westbury; el edificio de la estación original tenía un techo sobre la vía general; enlace posterior desde Lavington a partir de 1900; frente al cruce de la línea de Salisbury desde 1851;
- Fairwood Junction; enlace final para la variante de Westbury desde 1933;
- Clink Road Junction; enlace de frente para la variante de Frome desde 1933;
- Frome North Junction; enlace de frente hacia la sucursal de Radstock de 1854, formando un triángulo con el siguiente de 1875; también conocido como Frome Mineral Loop Junction;
- Estación de Frome; conexión posterior para la línea de Radstock desde 1875; la estación de pasajeros tiene un techo completo;
- Blatchbridge Junction; conexión final para la variante de Frome de 1933;
- Witham; conexión de frente hacia el ramal de Shepton Mallet de 1858; estación cerrada en 1966; la línea de Shepton Mallet cerró a los pasajeros en 1963 y volvió a Cranmore solo para el tráfico de minerales en 1969;
- Strap Lane Halt; 1932-1950;
- Bruton;
- Castle Cary;[nota 10] frente a la conexión de Somerton y Taunton desde 1905;
- Sparkford; cerrada en 1966;
- Marston; renombrada Marston Magna en 1895; cerrada en 1966;
- Yeovil Pen Mill; conexión al frente para Yeovil Town de 1857 a 1966; originalmente tenía un techo general;
- Yeovil South Junction; conexión al frente de la antigua línea del LSWR desde Yeovil Town hasta Yeovil Junction desde 1943; las dos rutas corrían paralelas durante cierta distancia;
- Clifton Maybank Junction; conexión de frente hacia Clifton Maybank, originalmente transbordo con intercambio en apartaderos para el LSWR; cerrada en 1937;
- Thornford Bridge Halt; abierta en 1936; renombrada Thornford en 1974;
- Yetminster;
- Chetnole Halt; abierta en 1933;
- Túnel de Holywell;
- Evershot; cerrada en 1966;
- Cattistock Halt; 1931-1966;
- Maiden Newton; final del enlace para el ramal de Bridport 1857-1975;
- Grimstone and Frampton; cerrada en 1966;
- Túnel de Frampton;
- Bradford Peverell y Stratton Halt; 1933-1966;
- Túnel de Poundbury;
- Dorchester; renombrada Dorchester West en 1949;
- Dorchester Junction; final del enlace para el Ferrocarril de Southampton y Dorchester (más adelante Línea Principal del LSWR) desde 1847;
- Came Bridge Halt; abierta en 1905; rebautizada como Monkton and Came Halt más tarde en 1905; cerrada en 1957;
- Túnel de Bincombe;
- Upwey Wishing Well Halt; 1905-1957;
- Upwey; 1871-1886;[nota 11]
- Upwey Junction; abierta en 1886; enlace posterior para el ramal de Abbotsbury 1885-1952; renombrada Upwey y Broadwey 1953; renombrada Upwey en 1980;
- Radipole Halt; 1905-1984;
- Weymouth Junction; enlace de frente para los ramales de Portland hasta 1965, y el Tranvía de Weymouth Harbour;
- Weymouth.

### De Westbury a Salisbury
Abrió en 1854 a Warminster, y se completó en 1856.
- Dilton Marsh Halt; abierta en 1937;
- Warminster;
- Heytesbury; cerrada en 1955;
- Codford; cerrada en 1955;
- Wylye; cerrada en 1955;
- Langford; cerrada en 1857;
- Wishford; cerrada en 1955;
- Wilton; renombrada Wilton North en 1949;
- Conexión hecha a la antigua línea del LSWR al este de Wilton en 1973, y el resto de la ruta original del GWR a Salisbury cerrada;
- Salisbury; originalmente con techo completo sobre las vías; la estación del LSWR se construyó adyacente con posterioridad; cerrada a los pasajeros 1932.

### De Bathampton a Bradford Junction
Tramo inaugurado en 1857.
- Bathampton; frente a la conexión de la línea principal de Bath a Chippenham;
- Limpley Stoke; conexión final de la línea de Camerton entre 1910-1951; estación cerrada en 1966;
- Freshford;
- Avoncliff Halt; abierta en 1906;
- Bradford; renombrada Bradford-on-Avon en 1899;
- Túnel de Bradford (159 yardas (145,4 m));
- Paso a nivel de Greenland Mill;
- Bradford West Junction; de frente a la conexión de la Curva Norte de Bradford, que conduce a "Bradford North Junction" 1895-1990;
- Bradford South Junction; cruce posterior para la línea de Thingley Junction.

### Ramal a Devizes
De Devizes a Holt Junction: inaugurado en 1857; nunca dispuso de doble vía; tramo cerrado en 1966.
- Devizes; originalmente tenía un techo completo con una sola plataforma; la línea de Extensión a Berks y Hants desde Hungerford formó un enlace final en 1862;
- Bromham y Rowde Halt; abierta en 1909;
- Seend; abierta en 1858;
- Semington Halt; abierta en 1906;
- Holt Junction; enlace final en la línea de Thingley Junction.

### Ramal a Radstock
De Frome Mineral Loop Junction hasta Radstock. Tramo inaugurado en 1854, y desde la estación de Frome formando un triángulo desde 1875; cerrada a los pasajeros en 1959; nunca tuvo doble vía; vía cerrada más allá de Whatley Quarry en 1988.
- Mineral Frome Junction; desde 1875, el tercer vértice del triángulo de Frome;
- Mells; renombrada Mells Road en 1898;
- Radstock; final del enlace formado por el Ferrocarril de Bristol y del Norte de Somerset en 1873 (pero con discontinuidad de ancho hasta 1874); renombrada Radstock West en 1949.[24][25]

## Pendientes
En la línea principal posterior a 1933 entre Westbury y Castle Cary, las pendientes eran significativas, aumentando desde Westbury típicamente a 1 en 151 pero con secciones cortas más empinadas hasta alcanzar la cumbre en Brewham, cerca de Strap Lane Halt. Hacia el este había una subida continua desde Castle Cary hasta Brewham, con una pendiente dominante de 1 en 98.
La línea de Weymouth fue muy difícil de trazar, ascendiendo desde Yeovil hasta una cumbre en Evershot, con una dura subida final de 1 en 51, y luego descendiendo algo menos empinada y no continuamente, a Dorchester. Existía un difícil punto alto en la concurrida sección hacia Weymouth, con una cumbre en Bincombe. La subida en dirección sur era de 1 en 91, pero en dirección norte, la dura pendiente alcanza 1 en 50-52.
Antes de 1965, aproximadamente, cuando eran comunes los trenes de mercancías (denominados no equipados), la capacidad de la línea en esta sección estaba significativamente limitada.
En la línea de Bath a Salisbury existía una fuerte rampa desde Trowbridge hasta cerca de Warminster, con un tramo largo de 1 en 70 a 76.